# Serie A1 2015-2016 (hockey in-line)
La Serie A1 2015-2016 è stata la 20ª edizione del massimo campionato italiano di hockey in-line. Il torneo ha avuto inizio il 3 ottobre 2015 e si è concluso il 3 maggio 2016.
Lo scudetto è stato conquistato dal Milano Quanta per la sesta volta nella loro storia .

## Squadre partecipanti
| Club            | Stagione | Città                   | Stagione precedente                                    |
| --------------- | -------- | ----------------------- | ------------------------------------------------------ |
| Asiago Vipers   | dettagli | Asiago (VI)             | 5º in Serie A1, quarti di finale dei play-off scudetto |
| Cittadella      | dettagli | Cittadella (PD)         | 2º in Serie A1, semifinale dei play-off scudetto       |
| CUS Verona      | dettagli | Verona                  | 3º in Serie A1, finale dei play-off scudetto           |
| Diavoli Vicenza | dettagli | Vicenza                 | 4º in Serie A1, semifinale dei play-off scudetto       |
| Ghosts Padova   | dettagli | Padova                  | 6º in Serie A1, quarti di finale dei play-off scudetto |
| Libertas Forlì  | dettagli | Forlì                   | In Serie A2, promosso                                  |
| Milano Quanta   | dettagli | Milano                  | 1º in Serie A1, vince i play-off scudetto              |
| Molinese        | dettagli | San Giuliano Terme (PI) | 8º in Serie A1, quarti di finale dei play-off scudetto |
| Monleale        | dettagli | Monleale (AL)           | 7º in Serie A1, quarti di finale dei play-off scudetto |
| Polet Trieste   | dettagli | Trieste                 | 9º in Serie A1                                         |

## Stagione regolare

### Classifica finale
|  | Pos. | Squadra         | Pt | G  | V  | VR | PR | P  | GF  | GS  | DR   |
|  | ---- | --------------- | -- | -- | -- | -- | -- | -- | --- | --- | ---- |
|  | 1.   | Milano Quanta   | 45 | 18 | 15 | 0  | 0  | 3  | 129 | 52  | +77  |
|  | 2.   | CUS Verona      | 45 | 18 | 14 | 1  | 1  | 2  | 107 | 34  | +73  |
|  | 3.   | Cittadella      | 37 | 18 | 12 | 0  | 1  | 5  | 91  | 60  | +31  |
|  | 4.   | Diavoli Vicenza | 33 | 18 | 10 | 1  | 1  | 6  | 93  | 79  | +14  |
|  | 5.   | Monleale        | 32 | 18 | 10 | 1  | 0  | 7  | 73  | 52  | +21  |
|  | 6.   | Molinese        | 30 | 18 | 10 | 0  | 0  | 8  | 88  | 83  | +5   |
|  | 7.   | Libertas Forlì  | 20 | 18 | 6  | 1  | 0  | 11 | 61  | 88  | -27  |
|  | 8.   | Ghosts Padova   | 15 | 18 | 5  | 0  | 0  | 13 | 58  | 91  | -33  |
|  | 9.   | Polet Trieste   | 13 | 18 | 4  | 0  | 1  | 13 | 55  | 112 | -57  |
|  | 10.  | Asiago Vipers   | 0  | 18 | 0  | 0  | 0  | 18 | 31  | 135 | -104 |

Legenda:
  Squadra ammessa ai play-off scudetto.
  Squadra ammessa ai play-out salvezza.
  Squadra campione d'Italia.
  Squadra vincitrice della Coppa Italia.
  Squadra vincitrice della Coppa FIPH.
  Squadra vincitrice della Supercoppa italiana.
      Retrocesse in Serie B 2016-2017.
Note:
Tre punti a vittoria, due per la vittoria ai tempi supplementari/tiri di rigore, uno per la sconfitta ai tempi supplementari/tiri di rigore, zero a sconfitta.
In caso di arrivo di due o più squadre a pari punti, la graduatoria finale è stilata secondo la classifica avulsa tra le squadre interessate che prevede, in ordine, i seguenti criteri:
- punti negli scontri diretti;
- differenza reti negli scontri diretti;
- differenza reti generale;
- reti realizzate in generale;
- sorteggio.

## Play-off scudetto
|  | Quarti di finale | Quarti di finale | Quarti di finale | Quarti di finale | Quarti di finale |   |                 | Semifinali | Semifinali | Semifinali | Semifinali | Semifinali | Semifinali | Semifinali |  |  | Finale | Finale        | Finale | Finale | Finale | Finale | Finale |
|  |                  |                  |                  |                  |                  |   |                 |            |            |            |            |            |            |            |  |  |        |               |        |        |        |        |        |
|  | 1                | Milano Quanta    | 6                | 7                |                  |   |                 |            |            |            |            |            |            |            |  |  |        |               |        |        |        |        |        |
|  | 8                | Ghosts Padova    | 2                | 4                |                  |   |                 |            |            |            |            |            |            |            |  |  |        |               |        |        |        |        |        |
|  | 8                | Ghosts Padova    | 2                | 4                |                  | 1 | Milano Quanta   | 8          | 6          | 7          |            |            |            |            |  |  |        |               |        |        |        |        |        |
|  |                  |                  |                  |                  |                  | 1 | Milano Quanta   | 8          | 6          | 7          |            |            |            |            |  |  |        |               |        |        |        |        |        |
|  |                  | 4                | Diavoli Vicenza  | 4                | 4                | 1 |                 |            |            |            |            |            |            |            |  |  |        |               |        |        |        |        |        |
|  | 4                | 4                | Diavoli Vicenza  | 4                | 4                | 1 | Diavoli Vicenza | 5          | 2          | 7          |            |            |            |            |  |  |        |               |        |        |        |        |        |
|  | 4                |                  |                  |                  |                  |   | Diavoli Vicenza | 5          | 2          | 7          |            |            |            |            |  |  |        |               |        |        |        |        |        |
|  | 5                | Monleale         | 4                | 4                | 3                |   |                 |            |            |            |            |            |            |            |  |  |        |               |        |        |        |        |        |
|  |                  |                  |                  |                  |                  |   |                 |            |            |            |            |            |            |            |  |  | 1      | Milano Quanta | 5      | 3      | 5      |        |        |
|  |                  |                  | 3                | Cittadella       | 1                | 2 | 2               |            |            |            |            |            |            |            |  |  |        |               |        |        |        |        |        |
|  | 2                | CUS Verona       | 5                | 5                |                  |   |                 |            |            |            |            |            |            |            |  |  |        |               |        |        |        |        |        |
|  | 7                | Libertas Forlì   | 1                | 0                |                  |   |                 |            |            |            |            |            |            |            |  |  |        |               |        |        |        |        |        |
|  | 7                | Libertas Forlì   | 1                | 0                |                  | 2 | CUS Verona      | 9          | 7          | 2          | 2          | 1          |            |            |  |  |        |               |        |        |        |        |        |
|  |                  |                  |                  |                  |                  | 2 | CUS Verona      | 9          | 7          | 2          | 2          | 1          |            |            |  |  |        |               |        |        |        |        |        |
|  |                  | 3                | Cittadella       | 5                | 2                | 9 | 3               | 5          |            |            |            |            |            |            |  |  |        |               |        |        |        |        |        |
|  | 3                | 3                | Cittadella       | 5                | 2                | 9 | 3               | 5          | Cittadella | 7          | 3          |            |            |            |  |  |        |               |        |        |        |        |        |
|  | 3                |                  |                  |                  |                  |   |                 |            | Cittadella | 7          | 3          |            |            |            |  |  |        |               |        |        |        |        |        |
|  | 6                | Molinese         | 2                | 2                |                  |   |                 |            |            |            |            |            |            |            |  |  |        |               |        |        |        |        |        |

## Verdetti
| Verdetto                    | Club                      |
| --------------------------- | ------------------------- |
| Campione d'Italia 2015-2016 | Milano Quanta (6º titolo) |